# Miłoszewice
Miłoszewice est une localité polonaise de la gmina rurale de Brzeżno située dans le powiat de Świdwin en voïvodie de Poméranie-Occidentale. Elle se trouve à environ 12 km au sud de Świdwin et 80 km au nord-est de la capitale régionale Szczecin.

## Géographie

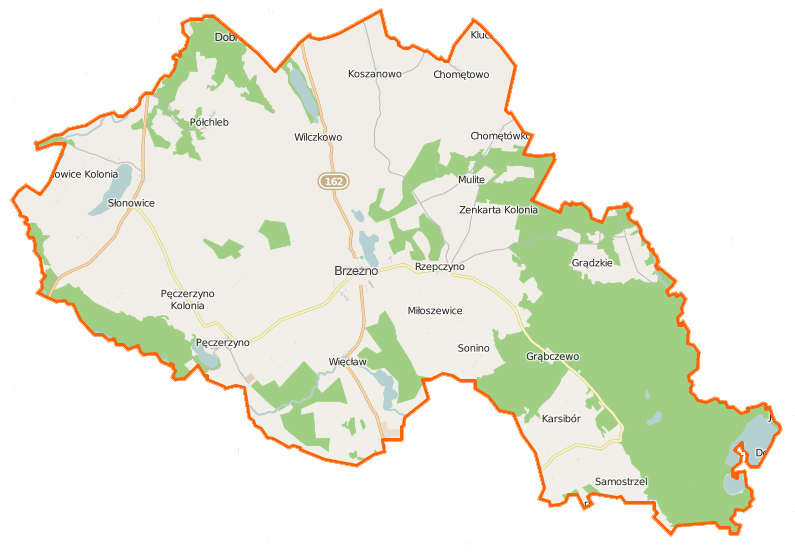
Carte de la gmina de Brzeżno.